# براندان بوير
براندان بوير (بالإنجليزية: Brendan Bowyer) هو مغني أيرلندي، ولد في 12 أكتوبر 1938 في وترفورد في جمهورية أيرلندا.

## وصلات خارجية
- براندان بوير على موقع ميوزك برينز (الإنجليزية)